# Osnovna šola Podgorje
Osnovna šola Podgorje je osnovna šola v Podgorju pri Slovenj Gradcu. Na šoli je približno 150 učencev. Ravnatelj šole je mag. Aljoša Lavrinšek. Šola ima podružnici Šmiklavž in Razbor.